# 黄桃益
黄桃益（1966年—）湖南邵东人，中国人民解放军少将。

## 生平
黄桃益曾长期在中国人民解放军驻澳门部队服役，曾任该部队参谋长、副司令员。2016年，出任中国人民解放军陆军第四十一集团军副军长。2017年，出任新组建的中国人民解放军陆军第七十五集团军副军长。2017年7月30日，在庆祝中国人民解放军建军90周年阅兵中担任反坦克导弹方队将军领队，反坦克导弹方队官兵来自“塔山传人”、陆军第七十五集团军某合成旅。2019年任中央军委国防动员部副部长。